# El crimen de Pepe Conde
El crimen de Pepe Conde es una película española de 1946 dirigida por José López Rubio

## Sinopsis
Un infeliz, Pepe Conde, es engañado por un marqués ocioso y bromista que contrata a un ilusionista para que se haga pasar por el diablo que compra su alma.

## Premios
Segunda edición de las Medallas del Círculo de Escritores Cinematográficos
| Categoría                | Nominados        | Resultado |
| ------------------------ | ---------------- | --------- |
| Mejor argumento original | José López Rubio | Ganador   |